# NSC Holding
Die NSC Holding GmbH & Cie. KG ist eine Hamburger Reederei. Sie wurde 2002 von Dirk Rößler und Roberto Echevarria gegründet.
NSC besitzt 38 Containerschiffe, die zum Teil an Maersk, CCNI und ZIM verchartert sind.

## Brand derCCNI Arauco

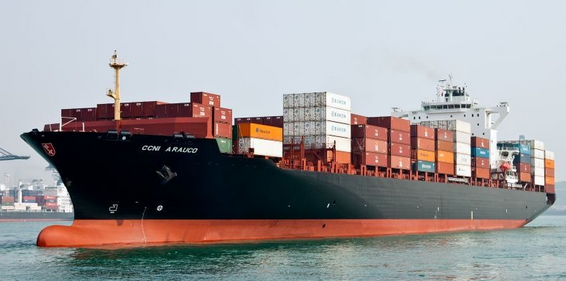
Die CCNI Arauco

Im Hamburger Hafen entwickelte sich am 2. September 2016 auf der 2015 gebauten CCNI Arauco ein Containerbrand. Das Fluten des Laderaums mit Kohlendioxid konnte das Feuer nicht unter Kontrolle bringen. Letztlich wurde der Brand mit Schaum gestoppt.